# فایو فورکس (شهرستان کالهون، ویرجینیای غربی)
فایو فورکس (به انگلیسی: Five Forks) یک منطقهٔ مسکونی در ایالات متحده آمریکا است که در شهرستان کلهون، ویرجینیای غربی واقع شده‌است.